# 劳拉河
劳拉河（西班牙語：Río Lara）是巴拿马图伊拉河的一条支流。